# Оуэнсборо
Оуэнсборо (англ. Owensboro) — город и административный центр округа Дейвисс, штат Кентукки, США. Расположен на трассе 60 США, примерно в 107 милях (172 км) к юго-западу от Луисвилля, и является главным городом столичной области Оуэнсборо. Население 2015 года составило 59 042 человек, четвёртый город в штате по численности населения. Население метрополитенского региона оценивалось в 116 506 человек.

## География
Оуэнсборо находится у изгиба реки Огайо. Оуэнсборо находится в 37 миль (60 км) к юго-востоку от Эвансвилла, штат Индиана.
По данным Бюро переписи населения США, общая площадь Оуэнсборо составляет 52,9 квадратных километра, из которых 49,5 квадратного километра — это земля, а 3,4 квадратных километра, или 6,47 %, это вода.

### Климат
Оуэнсборо имеет влажный субтропический климат, который характеризуется жарким влажным летом и умеренно холодной зимой. Ежедневные перепады температуры могут быть высокими в течение зимы. Суровая погода, в том числе угроза торнадо, не редкость в течение большей части года.

## История
Дважды (1952 и 2013) город был награждён премией «All-America City Award» (с англ. — «Всеамериканский город») присуждаемой Национальной гражданской лигой, которую неофициально называют «Нобелевской премией за конструктивное гражданство» и которая выдается за активную гражданскую позицию жителей некорпоративных сообществ Соединённых Штатов в жизни местного самоуправления.

## Демография
С переписи 2010 было 58 083 человека и 23 380 домашних хозяйств в городе. Плотность населения была 2999,1 человек на квадратную милю (1198,4 на км²). Было 26 072 единицы жилья при средней плотности 1394,7 за квадратную милю (538,6 / км²). Расовый состав города: 87,5 % белых, 7,3 % афроамериканцев, 0,9 % азиатов, 0,1 % коренных американцев, 0,01 % жителей тихоокеанских островов, 0,55 % других рас и 2,5 % от двух или более рас. Латиноамериканцы составляли 3,2 % населения.
Существовали 23 380 семей, из которых 23,7 % имели детей в возрасте до 18 лет, проживающих с ними, 44,7 % были женатыми парами, 13,9 % семей женщины проживали без мужей, а 37,8 % не имели семьи. Средний размер домашнего хозяйства составил 2,29 человека, а средний размер семьи — 2,91 человека.
В городе население составляло 23,7 % в возрасте до 18 лет, 9,8 % в возрасте от 18 до 24 лет, 27,4 % в возрасте от 25 до 44 лет, 22,4 % в возрасте от 45 до 64 лет и 16,3 % в возрасте 65 лет и старше. Средний возраст составлял 37 лет. На каждые 100 женщин приходилось 87,6 мужчин. На каждые 100 женщин возрастом 18 лет и старше насчитывалось 82,6 мужчин.
Средний доход на семью в городе составлял 37 289 долларов. Средний доход мужчин составлял 33 429 долларов против 21 457 долларов у женщин. Доход на душу населения в городе составил 21 183 доллара. 12,2 % семей и 18,4 % населения были ниже черты бедности.

### Метрополитенский регион
Согласно переписи 2007 года, столичная область Оуэнсборо включает округа Дейвисс, Ханкок и Мак-Лейн.

## Экономика

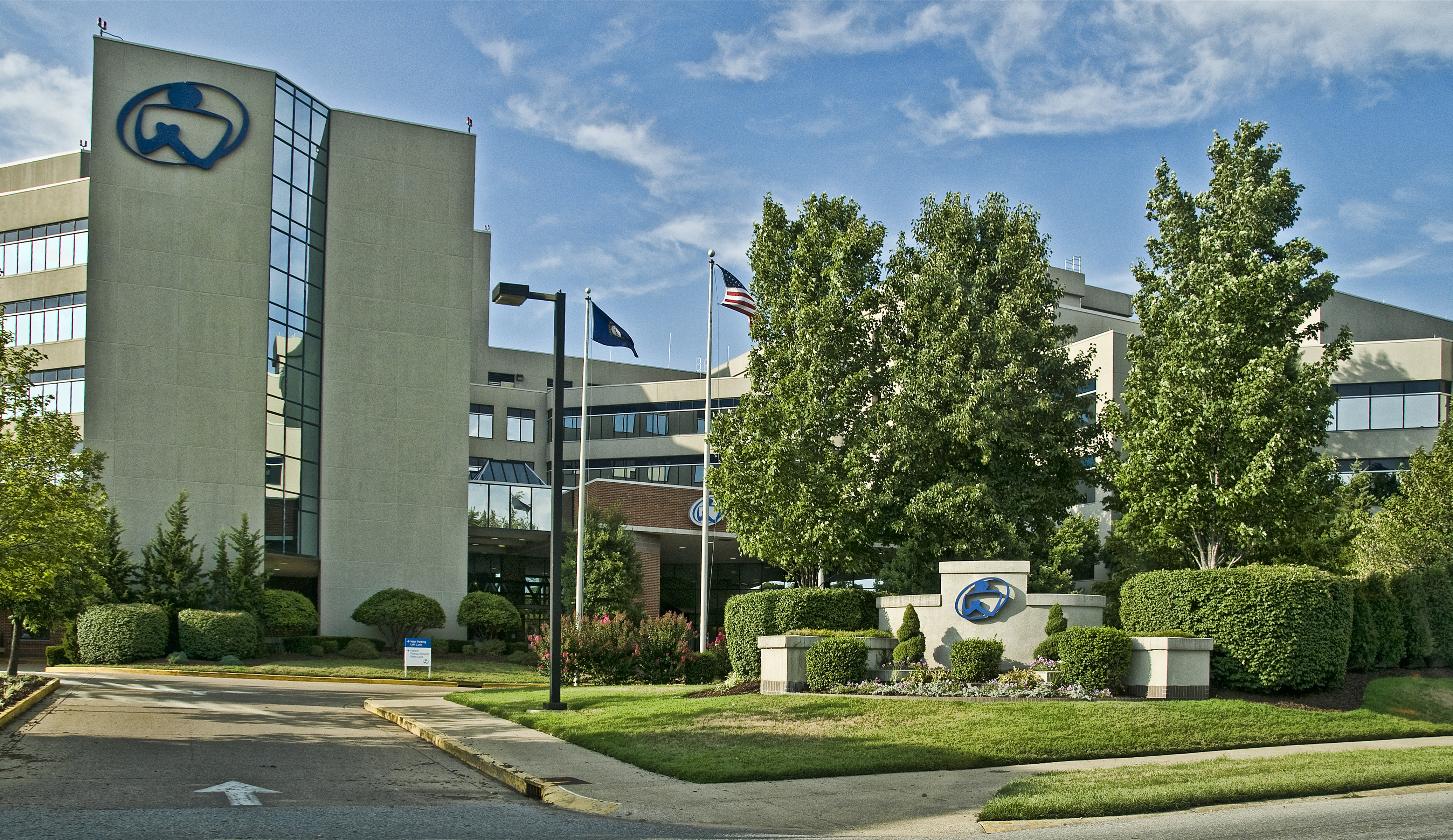
Оуэнсборо Медицинская система здравоохранения

Согласно годовому финансовому отчету Оуэнсборо за 2018 год, основными работодателями в городе были:
| #  | Работодатель                                           | Количество работников |
| -- | ------------------------------------------------------ | --------------------- |
| 1  | Оуэнсборо Медицинская система здравоохранения больницы | 3,606                 |
| 2  | Банк США Ипотека                                       | 1,950                 |
| 3  | Оуэнсборо государственные школы                        | 767                   |
| 4  | Тойотэцу Средней Америки                               | 723                   |
| 5  | Walmart / Sam's Club                                   | 718                   |
| 6  | Гленмор ликеро-водочный завод                          | 444                   |
| 7  | Службы сообщества Audubon Area                         | 441                   |
| 8  | Город Оуэнсборо                                        | 428                   |
| 9  | Общественно-технический колледж Оуэнсборо              | 391                   |
| 10 | UniFirst                                               | 386                   |

## Искусство и культура
В 2013 году Оуэнсборо был назван Всеамериканским городом. Оуэнсборо занял четвёртое место в рейтинге «Топ-20 южных городов», заняв 9-е место по «факторам разрушения экономического спада» среди 25 крупнейших городов.

### Религия
В 1937 году папа Пий XI основал римско-католическую епархию Оуэнсборо, которая охватывает приблизительно западную треть штата. Он включает 32 округа и охватывает приблизительно 12 500 квадратных миль (32 000 км²). Хотя многие считают, что эта территория преимущественно католическая, за последние несколько десятилетий число евангельских конфессий, таких как южные баптисты, значительно возросло. В баптистской конвенции Кентукки есть много церквей в этом районе. Оуэнсборо также является домом для храма Адат Исраэль, который является одной из старейших синагог в Соединённых Штатах.

### Интересные мероприятия

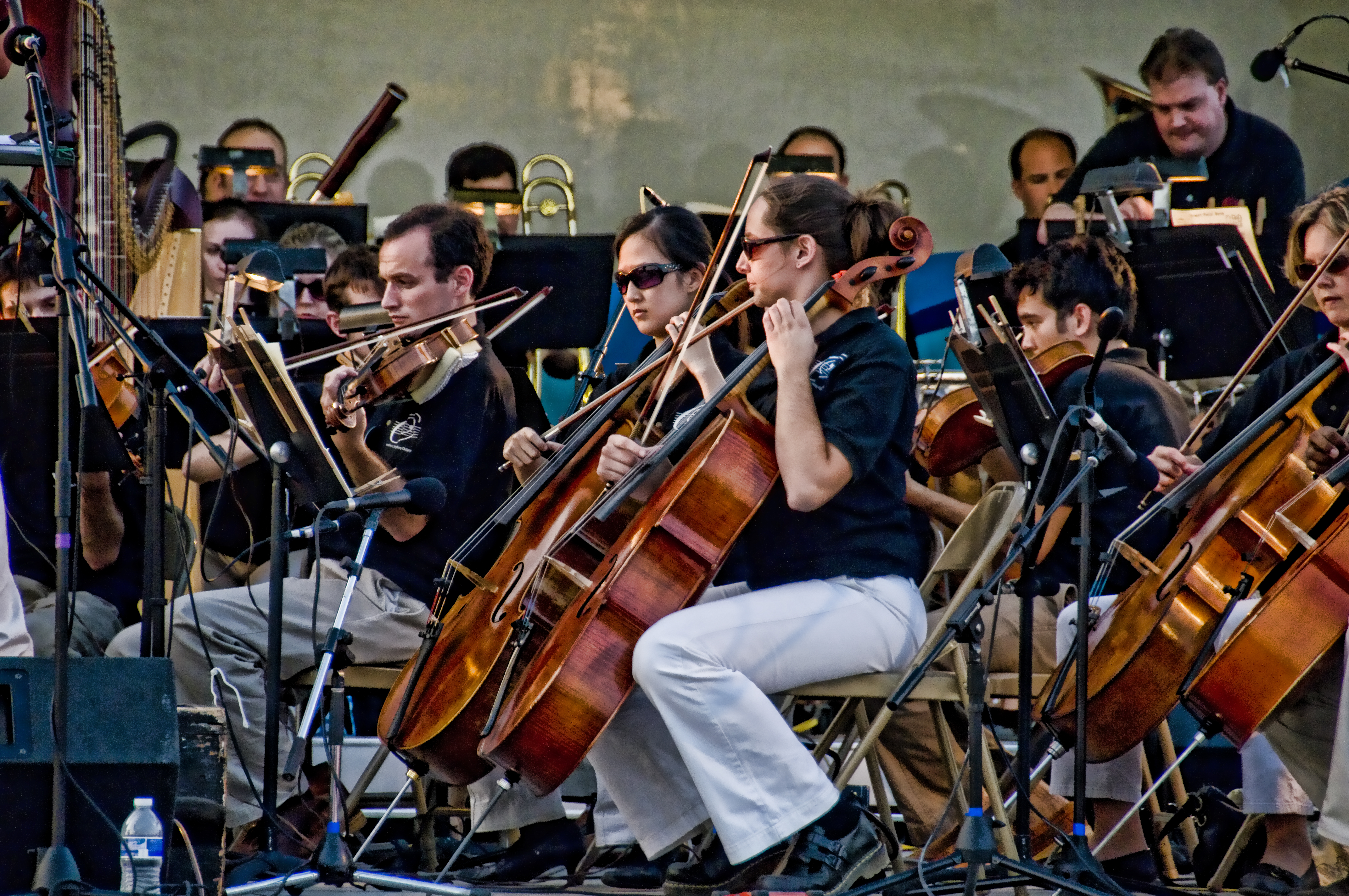
Концерт во время празднования 4 июля 2010 года

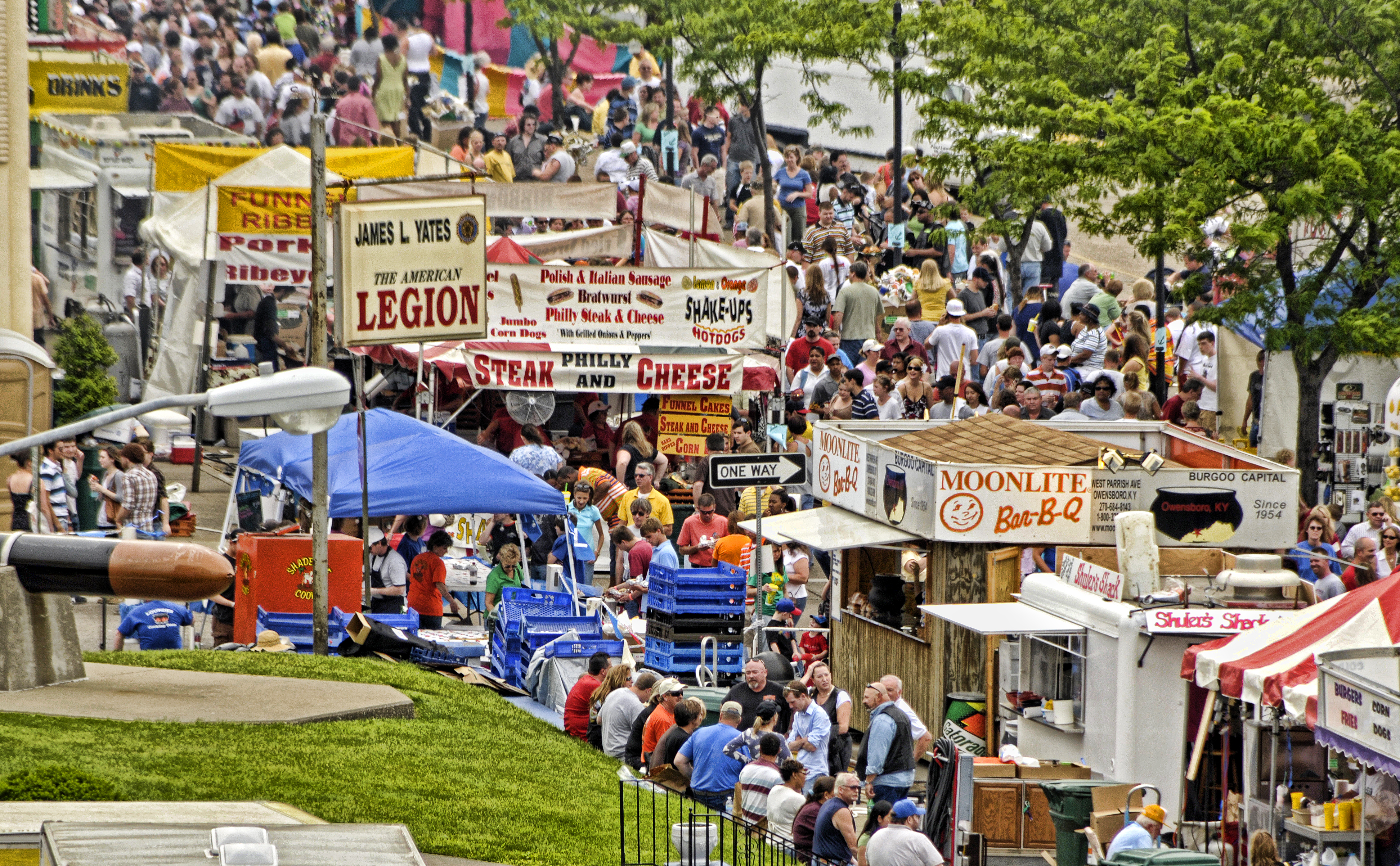
Оуэнсборо Фестиваль барбекю, 2008

- Оуэнсборо — «столица барбекю мира»; он проводит свой Международный фестиваль Bar-B-Q и конкурс каждые вторые выходные в мае.
- Каждую осень в Reid’s Orchard проводится фестиваль Apple. Он стал конкурентом Международного фестиваля Bar-B-Q с точки зрения волнения и ожидания.
- В Оуэнсборо также проводится ROMP, «River of Music Party», фестиваль мятлика. ROMP вырос до 20 000 посетителей в год. Некоторые художники включают Сэма Буша, Дока Уотсона, Рикки Скаггса, Эрла Скраггса, Мерл Хаггард, Винса Гилла и Old Crow Medicine Show. РОМП получил награду губернатора за общественное искусство в 2013 году.
- Lanham Brothers Jamboree — это мероприятие, которое проводится каждую вторую субботу с апреля по сентябрь в театре Diamond Lake Resort в Оуэнсборо. Джамбори был основан Рэнди Лэнхэмом и Барри Лэнхэмом. Все шоу записаны на видео и транслируются на KET KY, Образовательное Телевидение Кентукки.
- В летнее время город предлагает пятницу после 5 бесплатных 16-недельных концертов под открытым небом на набережной в центре города. Фестиваль включает в себя живые выступления, мероприятия для семей и развлечения каждую пятницу с 17:00 до 22:00. Приблизительно 55 000 человек посещают события.
- Owensboro PumpkinFest проводится каждый сентябрь в комплексе Sportscenter / Moreland Park. Фестиваль включает поставщиков продуктов питания, ремесленников, карнавальных аттракционов, детских и взрослых мероприятий и игр, а также конкурсы с использованием тыкв. Каждый год на фестивале проходят концерты продолжительностью в выходные дни, в которых участвуют некоторые из лучших групп региона, такие как «Бархатные бомбардировщики», «Заход солнца», «Бад Китти» и «Мистер Ницца». Мероприятие было начато Сестрами Гленмари как способ повышения осведомленности и финансирования их миссионерской работы на юго-востоке США. Фестиваль был передан Кризисному центру New Beginnings Rape Crisis в октябре 2009 года.
- Оуэнсборо является домом для уникального ежегодного сбора средств: Men Who Cook — знаменитые повара Гала и аукцион. Первые «Люди, которые готовят» были проведены в 2007 году благодаря сотрудничеству Ричарда Ремп-Морриса, заместителя начальника Дэвида Томпсона с полицейским департаментом Оуэнсборо и многих преданных добровольцев. В Men Men Cook работают повара-любители, которые демонстрируют свои кулинарные таланты в дружеском соревновании за желанные награды «Серебряная ложка». Все доходы от мероприятия поддерживают миссионерскую работу сестер Гленмари, которые с 1941 года поддерживают самых бедных американцев, живущих на юге и в Аппалачах.
- Летом Оуэнсборо является домом для Оуэнсборо Ойлерз, бейсбольной команды из лиги долины Огайо. Нефтяники были чемпионами плей-офф Лиги KIT 2008 года и чемпионами сезона Лиги KIT 2006 года. Команда названа в честь бейсбольной команды фермеров Малой лиги «Оуэнсборо Ойлерз», которая существовала в 1940-х годах.
- В феврале 2013 года в Оуэнсборо состоялись закрытые футбольные матчи Оуэнсборо Рейдж. Ярость, которая переехала из Эвансвилла, штат Индиана, играла в Континентальной футбольной лиге в помещении.

### Достопримечательности
- Поле для гольфа и парк Бен Хос
- Мост Оуэнсборо
- Международный Музей Блуграсс Музыки
- Самое большое дерево сассафраса (находится на улице Фредерики по соседству с публичной библиотекой округа Дэвис)
- Оуэнсборо музей науки и истории
- Риверпарк Центр
- Smothers Park
- Храм Адат Исраэль, одно из старейших синагогальных зданий, сохранившихся до сих пор в Соединенных Штатах.
- Ботанический сад Западного Кентукки
- Уильям Х. Натчер Бридж

## Правительство

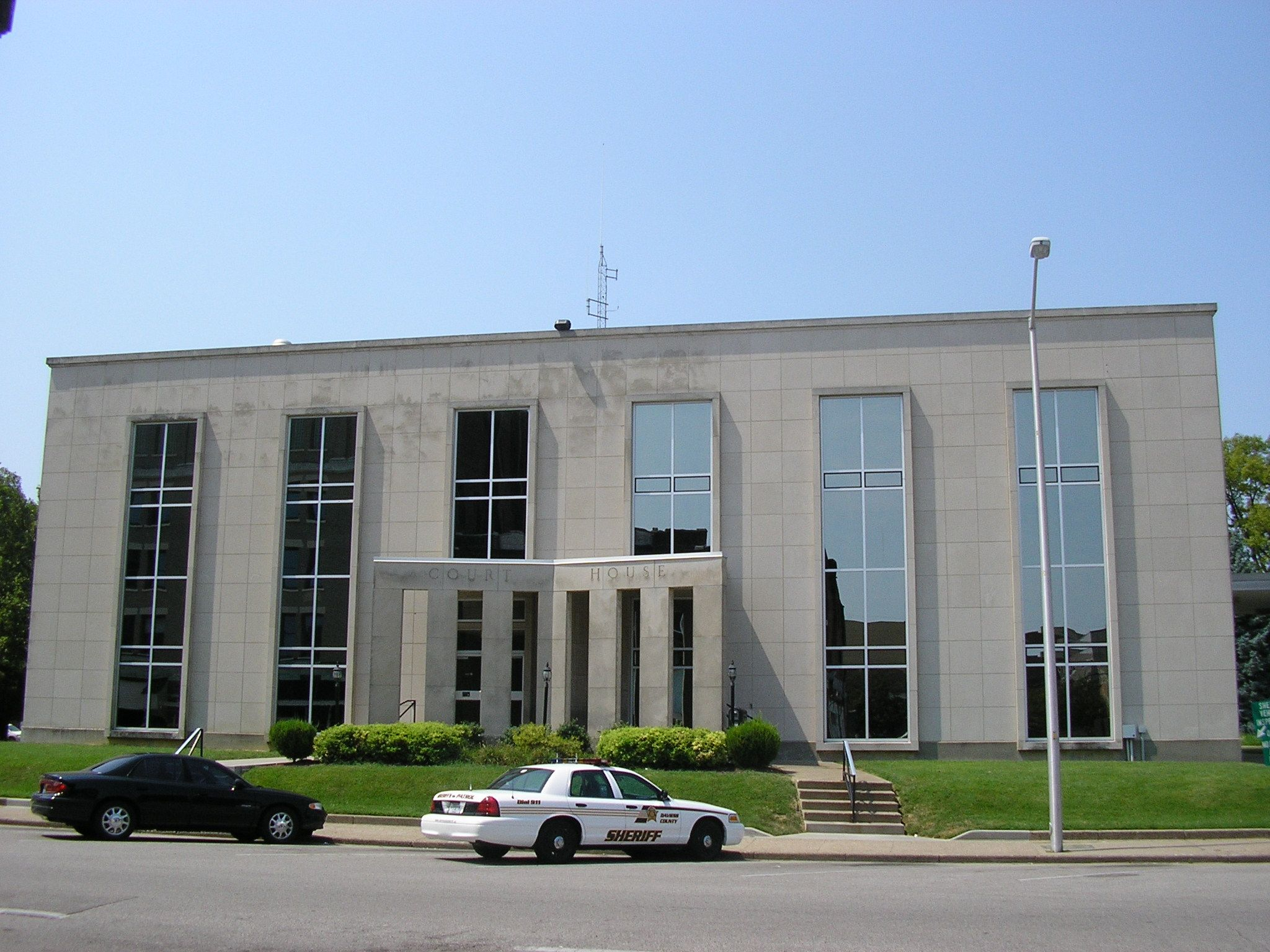
Здание суда округа Дэвис, построенное в 1964 году

Оуэнсборо действует с 1954 года в форме городской администрации. Граждане выбирают мэра и четырёх городских уполномоченных, которые образуют Совет уполномоченных. Совет уполномоченных является законодательным органом городского управления и представляет интересы граждан. Совет уполномоченных нанимает городского управляющего, который управляет повседневной деятельностью города.
Мэр избирается сроком на четыре года. Каждый городской комиссар избирается сроком на два года. Срок полномочий городского управляющего является неопределенным и основывается на результатах работы.

## Образование
Государственные школы Оуэнсборо, государственные школы округа Дэвис и католическая школьная система епархии Оуэнсборо следят за образованием K-12 в Оуэнсборо и его окрестностях.
В Оуэнсборо находятся два частных четырёхлетних колледжа: Университет Брешиа (католический) и Уэслианский колледж Кентукки, а также один общественный колледж — Общественный и технический колледж Оуэнсборо. Кампус Daymar College также находится в Оуэнсборо, а в университете Западного Кентукки есть региональный кампус.
В 2006 году было объявлено о планах создания исследовательского центра при Луисвилльском университете, расположенного в Мемориальном онкологическом центре Митчелла, который входит в состав Медицинской системы здравоохранения Оуэнсборо, для изучения того, как создать первую в мире вакцину против вируса папилломы человека под названием Гардасил. из табачных растений. Исследователь из Д-р Альберт Беннет Дженсон и д-р Шинджи Гим обнаружили вакцину в 2006 году. В случае успеха вакцина будет произведена в Оуэнсборо.
В Оуэнсборо есть кредитная библиотека, Публичная библиотека округа Дэвис.

## Медиа
Ежедневная газета называется «Посланник-дознаватель», принадлежащая Paxton Media Group из Падьюки, штат Кентукки.
Радиостанции включают вещание WBIO, WXCM, WLME, WOMI, WVJS и WBKR из Оуэнсборо. Один, WSTO-FM, фактически лицензирован для Оуэнсборо, хотя его студии сейчас расположены в Эвансвилле.
Хотя в городе нет телевизионных станций, по данным Nielsen Media Research, он является частью телевизионного рынка Эвансвилля, который является 100-м по величине в Соединенных Штатах. Тем не менее, в начале 2007 года WFIE-TV открыла в Оуэнсборо бюро, которое занимается освещением новостей на рынке Кентукки. Многие из местных телевизионных станций часто рекламируют себя как обслуживающие Эвансвилл, Индиана, Оуэнсборо, Кентукки и Хендерсон, Кентукки.

## Транспорт

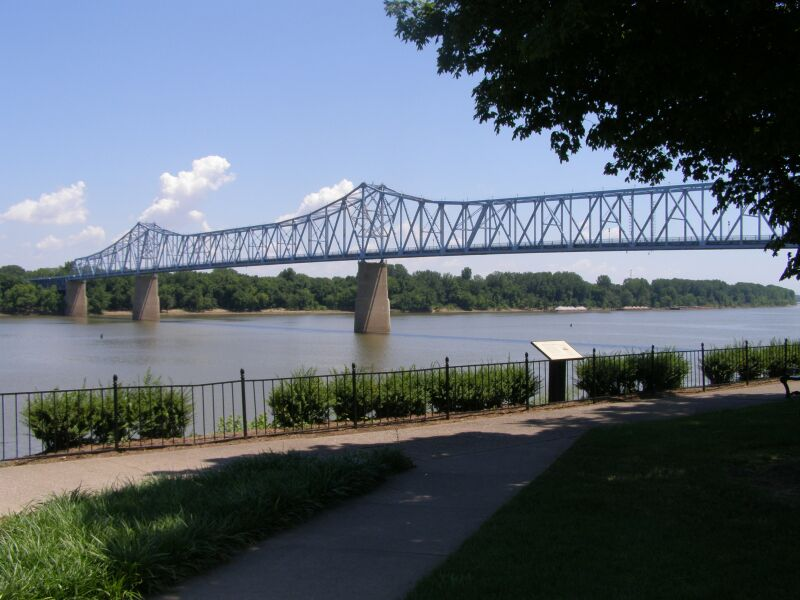
Мост Оуэнсборо и берег реки Индианы, как видно из парка Smothers в центре Оуэнсборо

I-165, US 60 и US 431 обслуживают Оуэнсборо, причем US 431 заканчивается в бывшем обходе US 60 (теперь подписано US 60). США 231 и США 60 образуют частичную кольцевую дорогу вокруг Оуэнсборо. KY 81, KY 56, KY 331, KY 298, KY 54 и KY 144 также служат городу.
Региональный аэропорт Оуэнсборо-Дэвис, наряду с региональным аэропортом Эвансвилл, является одним из основных коммерческих аэропортов региона.
Транзитная система Оуэнсборо (OTS) предлагает автобусный транзит для жителей, а внутризаконная транзитная система Грин-Ривер (GRITS) предлагает специализированные автобусные услуги для жителей с ограниченными возможностями, которые не могут ездить на автобусах общественного транспорта с фиксированным маршрутом.

## Города-побратимы
Оуэнсборо имеет два города-побратима (обозначенных Sister Cities International):
- Моравия, Чехия
- Айти, Япония